# ザ・クエスト
『ザ・クエスト』（The Quest）は、2021年に発表されたイエスのアルバム。2014年の『ヘヴン&アース』以来となる7年ぶりのスタジオ・アルバムで、バンド創設メンバーのクリス・スクワイアが2015年に亡くなり、オリジナルメンバー不在で制作された最初のアルバムであり、2022年5月に亡くなったドラマーのアラン・ホワイトが参加した最後のアルバムとなった。

## 解説
バンドは、2019年末からニューアルバムの楽曲制作に着手していた。その後、新型コロナウイルスのパンデミックの影響で2020年3月から予定されていたツアーが延期・中止となる。その期間をアルバム制作に集中することができた。アルバムは、スティーヴ・ハウがプロデューサーを務めることになった。「プロデュースを申し出たのは、このバンドのことをちゃんと理解していない人に任せるのが嫌だったから。それでいつも失敗してしまう。（中略）他のメンバーも同意してくれて、私たちはすぐに動き出したんだ」。バンドのメンバーが集まることができなかったため、彼らはリモートでアイデアを交換して曲を制作し、編集作業はアルバムのエンジニア兼ミキサーであるカーティス・シュワルツが所有するスタジオで行われた。ハウは「（ウェスト・サセックス州の）アーディングリーにあるカーティス・シュワルツのスタジオは、ファイルの管理、トラックの組み立て、アルバム全体の音楽の集積の拠点となった。あの恐ろしい災害（パンデミック）がなかったとしても、同じような手法をとっていただろう。それが唯一のやり方だった」と語っている。
本作は、プログレッシブ・ロックの作品を数多く発表しているインサイド・アウト・ミュージックからリリースされたイエスの初めてのアルバムである。

## 収録曲
| #         | タイトル | 作詞・作曲                                                     | 時間  |
| --------- | --- | -------------------------------------------------------------- | ----- |
| 1.        | 「ジ・アイス・ブリッジ - "The Ice Bridge"」 - a.「アイズ・イースト - "Eyes East"」 - b.「レース・アゲインスト・タイム - "Race Against Time"」 - c.「インタラクション - "Interaction"」           | ジョン・デイヴィソン、フランシス・モンクマン、ジェフ・ダウンズ | 7:01  |
| 2.        | 「デア・トゥ・ノウ - "Dare to Know"」 | スティーヴ・ハウ                                               | 6:00  |
| 3.        | 「マイナス・ザ・マン - "Minus the Man"」 | デイヴィソン、ビリー・シャーウッド                             | 5:35  |
| 4.        | 「リーヴ・ウェル・アローン - "Leave Well Alone"」 - a.「アクロス・ザ・ボーダー - "Across the Border"」 - b.「ノット・フォー・ナッシング - "Not for Nothing"」 - c.「ホイールズ - "Wheels"」      | ハウ                                                           | 8:06  |
| 5.        | 「ザ・ウェスタン・エッジ - "The Western Edge"」 | デイヴィソン、シャーウッド                                     | 4:26  |
| 6.        | 「フューチャー・メモリーズ - "Future Memories"」 | デイヴィソン                                                   | 5:08  |
| 7.        | 「ミュージック・トゥ・マイ・イアーズ - "Music to My Ears"」 | ハウ                                                           | 4:41  |
| 8.        | 「ア・リヴィング・アイランド - "A Living Island"」 - a.「ブレイヴ・ザ・ストーム - "Brave the Storm"」 - b.「ウェイク・アップ - "Wake Up"」 - c.「ウィ・ウィル・リメンバー - "We Will Remember"」 | デイヴィソン、ダウンズ                                         | 6:52  |
| 合計時間: | 合計時間: | 合計時間:                                                      | 47:49 |

| #         | タイトル                                                    | 作詞・作曲         | 時間  |
| --------- | ----------------------------------------------------------- | ------------------ | ----- |
| 9.        | 「シスター・スリーピング・ソウル - "Sister Sleeping Soul"」 | デイヴィソン、ハウ | 4:51  |
| 10.       | 「ミステリー・ツアー - "Mystery Tour"」                     | ハウ               | 3:33  |
| 11.       | 「ダメージド・ワールド - "Damaged World"」                  | ハウ               | 5:20  |
| 合計時間: | 合計時間:                                                   | 合計時間:          | 13:44 |

## パーソネル
- スティーヴ・ハウ – エレクトリック／アコースティック／スティール・ギター、ボーカル
- アラン・ホワイト – ドラムス
- ジェフ・ダウンズ – キーボード
- ジョン・デイヴィソン – ボーカル、アコースティックギター
- ビリー・シャーウッド – ベース、キーボード、アコースティックギター、ボーカル
- ジェイ・シェレン – パーカッション

### アディショナル・ミュージシャン
- FAMESスタジオオーケストラ（#2-4）
- オレグ・コンドラテンコ - 指揮（#2-4）
- ポール・K・ジョイス - オーケストラ編曲